# Do It (canção)
"Do It" é uma canção do terceiro álbum da cantora luso-canadiana Nelly Furtado, Loose (2006). Ela foi escrita por Furtado, Timbaland e Nate "Danja" Hills e produzida por Timbaland e Hills. Na canção, Furtado explica como ela gosta de um homem mas está nervosa e não tem certeza do quanto gosta dele.
Em Janeiro de 2007 alegações acusaram Timbaland de plagiar "Do It" de uma faixa do finlandês Janne Suni.
"Do It" foi escolhida para ser o quinto single de Loose na Austrália e América do Norte, programado para ser lançado em Julho de 2007. Será o sexto single na Europa, Ásia e África.
Um remix com Missy Elliot foi produzido, que foi lançado ao invés da versão original.
A canção foi usada como tema do Juno Awards 2007, apresentado pela própria Furtado.

## Desempenho nas paradas musicais
| Parada (2007-08)                               | Melhor posição |
| ---------------------------------------------- | -------------- |
| Austrália (ARIA)                               | 53             |
| Áustria (Ö3 Austria Top 75)                    | 45             |
| Bélgica (Ultratop 50 de Flandres)              | 35             |
| Bélgica (Ultratop 50 da Valônia)               | 33             |
| Canadá (Canadian Hot 100)                      | 11             |
| República Checa (Rádio Top 100)                | 23             |
| Europa (Billboard European Hot 100 Singles)    | 44             |
| Finlândia (Suomen virallinen lista)            | 6              |
| O campo songid é OBRIGATÓRIO PARA PARADA ALEMÃ | 22             |
| Hungria (Rádiós Top 40)                        | 19             |
| Hungria (Dance Top 40)                         | 18             |
| Itália (FIMI)                                  | 4              |
| Países Baixos (Single Top 100)                 | 31             |
| Noruega (VG-lista)                             | 18             |
| Eslováquia (Rádio Top 100)                     | 3              |
| Suíça (Schweizer Hitparade)                    | 30             |
| Reino Unido (UK Singles Chart)                 | 75             |
| Estados Unidos (Billboard Hot 100)             | 88             |
| Estados Unidos (Billboard Dance Club Songs)    | 1              |
| Estados Unidos (Billboard Mainstream Top 40)   | 28             |